# Dassault Falcon 7X
Die Falcon 7X (ursprünglich Falcon FNX genannt) ist ein Geschäftsreiseflugzeug des französischen Herstellers Dassault Aviation. Die 7X ist als Konkurrenzmodell zur Gulfstream G550 von Gulfstream Aerospace und zur Global Express XRS von Bombardier positioniert. Der Erstflug des Modells erfolgte am 5. Mai 2005, und am 27. April 2007 konnte die erste Maschine einem Kunden übergeben werden. Mit den Vorgängern der Falcon-Serie hat die 7X nicht viel gemein, vielmehr handelt es sich um eine weitgehende Neukonstruktion. Zu den technischen Neuerungen zählen insbesondere eine Fly-by-wire-Steuerung sowie die komplett computerisierte Entwicklung.

## Geschichte
Das Projekt 7X wurde an der Paris Air Show 2001 noch unter der vorläufigen Entwicklungsbezeichnung Falcon FNX der Öffentlichkeit vorgestellt. Im Oktober desselben Jahres taufte Dassault das neue Flugzeug auf den definitiven Namen Falcon 7X. Am 15. Februar 2005 fand schließlich das Rollout des ersten Prototyps statt, und am 5. Mai desselben Jahres hob der erste Prototyp mit den Piloten Yves Kerherve und Philippe Deleume für 96 Minuten zum ersten Mal vom Flughafen Bordeaux-Mérignac ab. Exakt einen weiteren Monat später hob bereits der zweite Prototyp in Mérignac ab, kurz bevor am 15. Juni eine 7X für die Paris Air Show nach Le Bourget verlegt wurde. Die Zulassung für die USA durch die FAA und für Europa durch die EASA folgte am 27. April 2007. Insgesamt wurden vier Maschinen für Flugtest- und Zulassungsprogramm verwendet. Am 15. Juni 2007 wurde die erste Maschine ausgeliefert. Bis Ende 2009 konnte Dassault über 250 Bestellungen verzeichnen. Am 4. Mai 2010 wurde im Rahmen der EBACE die 75. Falcon 7X an Saudia Private Aviation (SPA) – eine Tochtergesellschaft der Saudi Arabian Airlines und größter 7X-Betreiber – übergeben. Um die Gewinnschwelle zu erreichen, muss Dassault wenigstens 300 Maschinen verkaufen.
Nach einem Zwischenfall am 25. Mai 2011 beim Flug einer Maschine von Deutschland nach Kuala Lumpur, bei dem sich die Maschine während des Anfluges auf den Zielflughafen durch eine automatisch ausgelöste hecklastige Trimmung stark aufbäumte, jedoch noch sicher gelandet werden konnte, wurde den Maschinen dieses Typs für einige Wochen die Flugerlaubnis durch die EASA entzogen. Als Ursache stellte sich ein Produktionsfehler in einer der beiden Leitwerkskontrolleinheiten (HSECU) heraus, die im Rahmen einer Umrüstaktion ersetzt wurden.
Am 9. Juli 2012 wurde im Werk Bordeaux-Mérignac die 200. Maschine gefertigt. Zu diesem Zeitpunkt waren 150 Stück bereits an Kunden aus 32 Ländern weltweit übergeben, und 50 Stück befanden sich bei Innenraumausstattungsarbeiten. Die 150 bereits fliegenden Maschinen hatten bis dahin 130.000 Flugstunden absolviert.
Auf der EBACE 2014 wurde die gestreckte Variante der 7X als Falcon 8X präsentiert.
Bis Anfang 2023 sind nach Herstellerangaben 270 Flugzeuge ausgeliefert worden, die zusammen bisher über 550.000 Flugstunden gesammelt haben.

## Technik

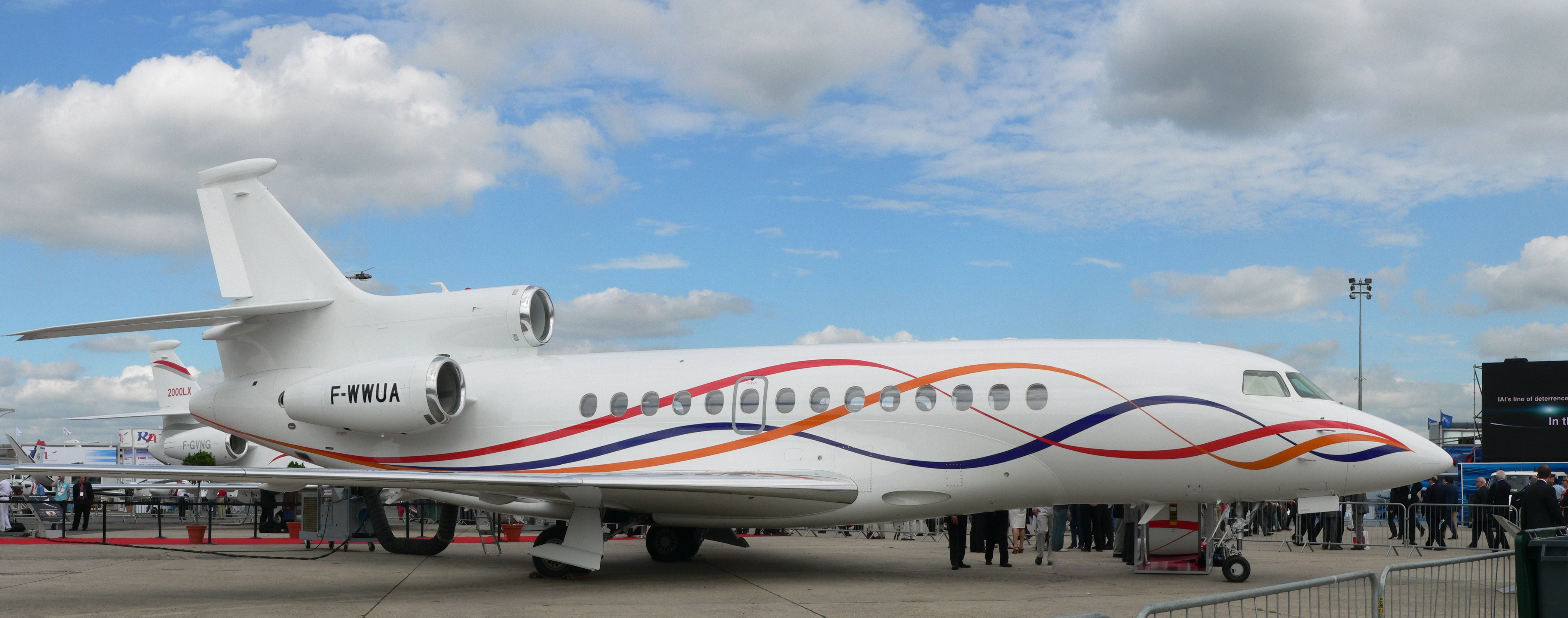
Eine Falcon 7X in den Dassault-Farben an der Paris Air Show 2007

### Tragflächen
Die Falcon 7X weist – wie in der Zivilluftfahrt seit Jahrzehnten üblich – eine Tiefdeckerauslegung auf. Nachdem sich die Tragflächen der Falcon 50 – die ersten zivilen superkritischen Tragflächen überhaupt – so bewährt hatten, dass sie für die Falcon 900 und 2000 fast unverändert übernommen wurden, erhielt die 7X wieder komplett neu entwickelte Tragflächen. Dabei wurde einerseits die Pfeilung deutlich erhöht und andererseits die Streckung von 7,6 auf 9,72 gesteigert. Zu letzterem leisten die Blended Winglets aber einen unterdurchschnittlichen Beitrag, da sie erst im Laufe der Entwicklung hinzu kamen. Es wäre zwar möglich gewesen, die Streckung und die Effizienz durch größere Winglets weiter zu steigern, dies hätte jedoch aufgrund der nachträglichen Einplanung eine Verstärkung der Tragflächenstruktur nötig gemacht, was das Gewicht und die Entwicklungsdauer deutlich erhöht hätte. Die Tragflächen weisen, wie bereits die Flügel der Falcon 50, einen Knick in der Flügelvorderkante auf. Beide Pfeilungen wurden gegenüber dem Ausgangsdesign deutlich um jeweils 5° erhöht, wobei die innere Pfeilung nun 34° und die äußere Pfeilung 30° beträgt. Sowohl die erhöhte Streckung als auch die höhere Pfeilung senken den induzierten Widerstand und ermöglichen somit höhere Geschwindigkeiten und Effizienz. Ebenfalls zur Effizienz trägt das verbesserte Profil der Tragflächen bei, die nun an der Wurzel dicker, am Ende jedoch dünner sind. Durch den Knick in der Tragflächenvorderkante, Vorflügel (slats) über die ganze Spannweite, Spaltklappen (slotted flaps) und die um 44 % vergrößerte Flügelfläche – was trotz der hohen erreichten Streckung erreicht wurde – konnte der Auftrieb bei geringen Geschwindigkeiten maßgeblich erhöht werden. Dadurch sollen die guten Langsamflug-, Start- und Landeeigenschaften der bisherigen Falcons bewahrt werden können. Dassault selbst bezeichnet die neuen Tragflächen als die wichtigste Innovation in der Falcon-Serie seit 30 Jahren. Insgesamt sollen die Tragflächen um 30 % effizienter sein als das Vorgängermodell, weshalb dieselbe Konstruktion auch bei künftigen Falcon-Modellen genutzt werden soll.

### Triebwerke
Dassault hat mit der Falcon 50 in den 1970er-Jahren die für Geschäftsreiseflugzeuge einmalige Auslegung als Dreistrahler eingeführt und diese Tradition seither mit jedem neuen Topmodell – in den 1980er-Jahren die Falcon 900 und nun die Falcon 7X – fortgeführt. Das mittlere Triebwerk wird dabei als sogenannter S-Duct ausgeführt, wobei der Lufteinlauf mittig über dem Rumpf angeordnet ist und anschließend S-förmig zum im Rumpfheck gelegenen Triebwerk führt.
Als Dassault in den 1970er-Jahren die Falcon 50 einführte, mussten zweistrahlige Flugzeuge noch ausnahmslos auf Routen fliegen, die in der Nähe von adäquaten Ausweichflughäfen verliefen, während für Dreistrahler diese Beschränkungen seit 1964 bereits aufgehoben waren. Mit der dreistrahligen Auslegung konnten also auf schnelleren und wirtschaftlicheren Routen geflogen werden. Noch heute werden Geschäftsreiseflugzeuge von der FAA von ETOPS grundsätzlich nicht zertifiziert (müssen also nach wie vor immer „in der Nähe“ von Ausweichflughäfen fliegen), während die EASA mittlerweile ETOPS-Zertifizierungen für Geschäftsreiseflugzeuge erteilt und diese daher mit zwei Triebwerken auf optimierten Routen fliegen dürfen. Trotzdem weisen Dreistrahler auch heute noch Vorteile auf, sei es die geringfügig höhere Sicherheit, die kürzeren Startstrecken unter Hot-and-High-Bedingungen oder die besseren Steigleistungen. Andererseits sind das Gewicht und der Treibstoffverbrauch tendenziell höher und das dritte Triebwerk stellt einen zusätzlichen Wartungsaufwand dar.
Bei der 7X kommen drei Mantelstromtriebwerke vom Typ PW307A von Pratt & Whitney Canada – einem Tochterunternehmen des US-amerikanischen Unternehmens Pratt & Whitney – zur Anwendung, die je 28,48 kN (6.402 lbf) Schub liefern. Damit kann im Horizontalflug eine Höchstgeschwindigkeit von Mach 0,90 erzielt werden, was in etwa 970 km/h entspricht. Im Bahnneigeflug konnte während der Flugtests eine Geschwindigkeit von Mach 0,93 erzielt werden. Die typische Reisegeschwindigkeit liegt bei Mach 0,85, die Langstreckenreisegeschwindigkeit beträgt Mach 0,80. Bei letzterer kann bei elf Personen an Bord (drei Besatzung, acht Gäste) unter IFR-Reserven nach National Business Aviation Association (NBAA) eine Reichweite von 11.020 km (5.950 sm) erreicht werden. Ursprünglich hätte eine rund 460 km (250 sm) niedrigere Reichweite erzielt werden sollen, durch die nachträgliche Einplanung von Winglets und zusätzlichen Treibstofftanks konnte die Reichweite jedoch gesteigert werden. Mit den sehr hohen Geschwindigkeiten schließt Dassault zu den Spitzenreitern in diesem Bereich – die Cessna Citation X und die Gulfstream G650 – auf. Allerdings sind beide Konkurrenzmodelle nicht direkt vergleichbar, da die Citation X bezüglich Reichweite und Größe mehrere Klassen tiefer angesiedelt ist. Bei der Reichweite muss sich die 7X lediglich der Gulfstream G550 und der Bombardier Global XRS knapp geschlagen geben, die G650 übertrifft die 7X je nach Version um maximal 2.880 km.
Jedes der drei Triebwerke wird von einem eigenen Set von Treibstofftanks versorgt. Die Kapazität der beiden äußeren Sets ist dabei identisch, während das innere etwas mehr Treibstoff fasst, um die APU (siehe unten) versorgen zu können. Die gesamte Treibstoffkapazität liegt bei rund 14.500 kg, was etwa 1.360 kg mehr sind als für die ursprünglich geplante niedrigere Reichweite vorgesehen war. Jedes der drei Sets von Treibstofftanks verfügt über zwei von einem bürstenlosen Gleichstrommotor angetriebene Pumpen, wobei eine Pumpe jeweils Reserve für den Ausfall der anderen Pumpe darstellt.

### Strom und Hydraulik
Für die Stromversorgung an Bord gehört zu jedem Triebwerk ein bürstenloser Gleichstromgenerator. Um die Triebwerke am Boden nicht treibstoffintensiv laufen lassen zu müssen und um auch nicht auf eine externe Stromversorgung angewiesen zu sein, verfügen alle 7X zudem über eine Hilfsturbine (Auxiliary Power Unit, APU) vom Typ GTCP 36-150F2M von Honeywell International. Aufgrund der sehr hohen Abhängigkeit der Fly-by-Wire-Steuerung von der Stromzufuhr (siehe unten) verfügt die 7X über mehrere Notstromversorgungen. An den Triebwerken 1 und 2 steht neben den Hauptgeneratoren jeweils noch ein permanenterregter Gleichstromgenerator als Notstromquelle sowie zwei Bleiakkumulatoren zur Verfügung. Als erstes Geschäftsreiseflugzeug von Dassault verfügt die 7X über eine Ram-Air-Turbine, die beim Ausfall aller fünf Generatoren die wichtigsten Funktionen des Flugzeugs mit Strom versorgen würde.
Das Hydrauliksystem der 7X besteht im Gegensatz zu früheren Flugzeugen der Falcon-Serie aus drei Kreisläufen, genannt A, B und C. Angetrieben wird jeder Kreislauf von einer triebwerksgetriebenen Pumpe, und für den Notfall steht eine vierte (elektrisch betriebene) Pumpe zur Verfügung. Die Hauptpumpen erzeugen einen Druck von jeweils 3.000 psi (207 bar), die Notfallpumpe einen von 2.800 psi (193 bar). Die verwendete Hydraulikflüssigkeit ist vom Typ MIL-H-5606.

### Kabine

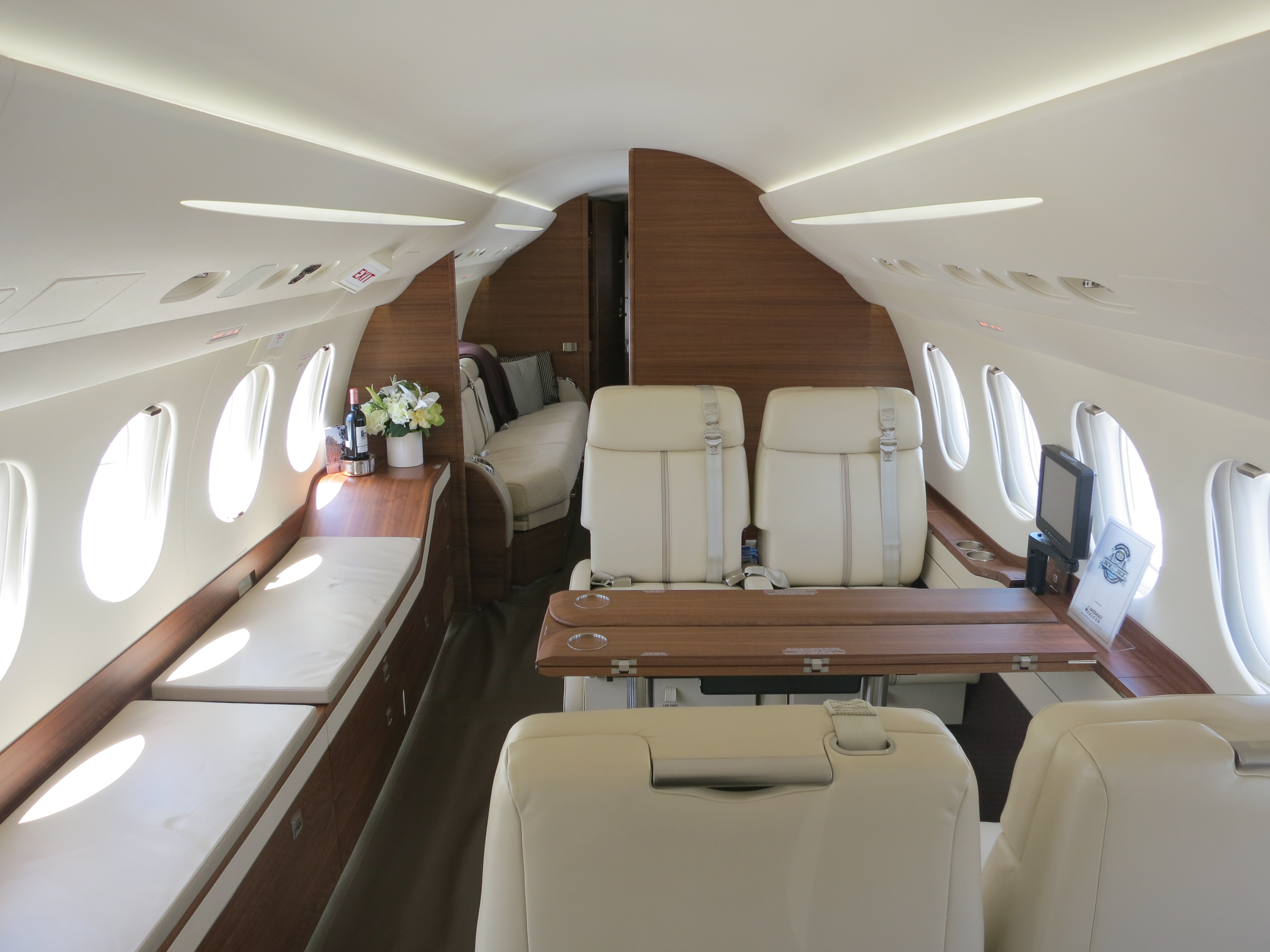
Kabine der Falcon 7X

Die Kabine der 7X weist den Rumpfquerschnitt auf, den Dassault mit der Falcon 900 einführte und auch für die Falcon 2000 verwendete. Die Höhe von 1,88 m entspricht durchgehender Stehhöhe, und die Breite von 2,35 m zählt zu den größten unter den Geschäftsreiseflugzeugen. Die Kabinenlänge wurde gegenüber der Falcon 900 um rund 1,8 m auf 11,91 m gestreckt. Das Volumen der Kabine beträgt 43,96 m3 und wird durch weitere 4,4 m3 an Raum für Gepäck ergänzt. Befördert werden können bei enger Bestuhlung bis zu 19 Personen, üblich sind aber je nach Betreiber nicht mehr als acht bis vierzehn Personen. Der Kabinendruck ist auf jenen normiert, der in 6.000 Fuß (1.830 m) Höhe herrscht, womit die Höhenäquivalenz ein Viertel unter dem bei der Einführung der Falcon in der Branche üblichen Niveau liegt. Des Weiteren ist die Kabine mit einer Dreizonenklimaanlage ausgestattet, wobei das Cockpit, der vordere sowie der hintere Teil der Kabine je eine Zone darstellen. Gegenüber der Falcon 900 wurde die Anzahl der Fenster von 12 auf 14 erhöht, wobei die Fensterfläche aufgrund größerer Fenster um 40 % wuchs. Zudem wurden die Fenster etwas höher im Rumpf positioniert, was eine bessere Aussicht ermöglichen soll. Gegenüber der Falcon 900 konnte aufgrund leiserer Triebwerke und verbesserter Lärmdämmung der Lärmpegel um 4 dB SIL auf 50 bis 52 dB SIL erheblich gesenkt werden, was aufgrund der logarithmischen Skala der Einheit Dezibel einer Reduktion von etwa 50 % entspricht. Gemäß NetJets besitzt die 7X die leiseste Kabine aller Langstreckenjets. Je nach Kundenwunsch können eine oder zwei Toiletten sowie eine Küche eingebaut werden. Die hierfür notwendigen Anschlüsse (vor allem für Wasser) stehen sowohl am Ende als auch am Anfang der Kabine zur Verfügung. Die Größe des Flugzeugs ermöglicht es, auch für die Besatzung einen abgetrennten Ruhebereich vorzusehen.
Die eigentliche Inneneinrichtung wird für jeden einzelnen Kunden individuell gefertigt und kann auch bei Drittanbietern durchgeführt werden. Der größte Betreiber, Saudia Private Aviation, ließ seine 7X bei Jet Aviation in Basel ausstatten. Die Inneneinrichtung und die Lackierung für NetJets Europe wurde von Norman Foster gestaltet, und auf der EBACE 2009 in Genf stellte Dassault ein neues Interieur vor, das von BMW Group DesignworksUSA – einer Tochterfirma von BMW – gestaltet wurde.

### Cockpit und Avionik
Die 7X ist das erste Geschäftsreiseflugzeug, dessen Steuerung komplett mit der Fly-by-Wire-Technik (FBW) erfolgt. Das FBW-System der 7X lässt keine Flugmanöver zu, die das Flugzeug (beispielsweise durch einen Strömungsabriss) gefährden würden, woraus eine erhöhte Sicherheit resultiert. Das volldigitale System übernimmt außerdem Aufgaben, welche bislang durch die Piloten manuell durchgeführt werden mussten, wie beispielsweise die Trimmung, wodurch deren Arbeitsbelastung sinkt. Im Vergleich zu den ebenfalls mit FBW gesteuerten Modellen von Airbus erlaubt das System der 7X eine erhöhte Wendigkeit. Konkret erlaubt die Programmierung eine Belastung von bis zu 3,5g anstelle der 2,5g bei Airbus-Maschinen, und die von Airbus auf maximal 15°/s begrenzte Rollrate wird bei der 7X nur durch die Aerodynamik begrenzt. Weitere Einschränkungen, die das FBW vorgibt, sind ein maximaler Nickwinkel von +45° respektive −20°.
Das Cockpit ist mit der Avioniksuite EASy ausgestattet, die von Dassault und Honeywell auf Basis des Honeywell Primus II Epic gemeinsam entwickelt wurde und in allen aktuellen Geschäftsreiseflugzeugen von Dassault Verwendung findet. Für die Zukunft entwickeln beide Unternehmen derzeit den Nachfolger EASy 2. Zentrales Element des EASy sind vier farbige Aktiv-Matrix-Flüssigkristalldisplays mit einer Diagonalen von 16,4 in respektive 42 cm. Den beiden Piloten steht dabei jeweils eines dieser Displays als sogenannter Primary Flight Display (PFD) zur Verfügung, der hauptsächlich für „taktische“ Informationen wie Flugdaten dient. Die beiden anderen Displays, Multifunktionsdisplays genannt, sind mittig übereinander angeordnet und stellen „strategische“ Informationen wie die Flugroute dar. Die Piloten profitieren außerdem vom FBW-System, das sie nicht nur von einzelnen Aufgaben, die nun automatisch durchgeführt werden, entlastet, sondern es verschwinden auch die klassischen Steuerhörner. Die Steuereingaben erfolgen nun über zwei – jener für den Piloten links und jener für den Copiloten rechts – sogenannte Sidesticks, eine Art Joystick. Von diesen werden die Steuerbefehle an die Flugcomputer und weiter an die Steuerflächen übertragen. Diese werden nicht mehr mit mechanisch betätigter Hydraulik, sondern von bürstenlosen Gleichstrommotoren bewegt.
Das Herz des FBW-Systems der 7X sind drei digitale Zweikanalflugcomputer (Main Flight Computer, MFC), wovon im normalen Flugbetrieb lediglich einer benötigt wird. Im Falle eines Ausfalls würde der zweite MFC und schließlich der dritte MFC übernehmen. Würden alle drei MFC ausfallen, so würde die Flugsteuerung von drei digitalen Einkanalflugcomputern (Secondary Flight Computer, SFC) übernommen, die sich jeweils gegenseitig überwachen. Würden auch die SFC ausfallen, steht noch ein letzter Backup-Computer zur Verfügung, mit dem das Flugzeug nach wie vor sicher gesteuert werden könnte. Im Falle, dass auch dieser ausfallen würde, könnte die 7X schließlich noch manuell gesteuert werden.
Zur Avionikausstattung zählt ferner ein zweifach ausgelegtes Flight Management System (FMS), ein zweifach ausgelegtes Inertiales Navigationssystem, zwei 24-Kanal-GPS-Empfänger, ein Wetterradar vom Typ Primus 880, Bodenkollisionswarnssystem der neuen Generation (Enhanced Ground Proximity Warning System, EGPWS) und ein Radarhöhenmeter. Ferner sind vier redundante Flugdatencomputer und vier zugehörige SmartProbe-Sensoren eingebaut. Diese von Goodrich zugelieferten Sensoren messen Anstellwinkel, Schiebewinkel, statischen Druck und Pitotdruck. Zusammen mit ebenfalls vier Temperatursensoren können die Flugdatencomputer daraus alle weiteren relevanten Daten wie Höhe und Geschwindigkeit berechnen. Optional ist zudem ein Satellitenkommunikationssystem erhältlich. Ebenfalls optional erhältlich sind Head-up-Displays (HUD) für die Cockpitbesatzung von Rockwell Collins.

## Produktion
Am Bau der 7X sind eine Vielzahl von Zulieferern beteiligt, die teilweise nicht nur spezialisierte Einzelteile, sondern auch ganze Rumpfsegmente fertigen. So stammt das Höhenleitwerk von EADS CASA, Latécoère liefert das Heckstück des Rumpfes, Socata zeichnet für das obere Rumpfmittelstück und Rumpfverkleidungen verantwortlich, Stork-Fokker fertigt die Steuerflächen an der Rumpfhinterkante, Leonardo und Safran liefern über ihre Tochterunternehmen Aermacchi respektive AirCelle die Triebwerksgondeln sowie die Schubumkehrer zu, und Saint Gobain Sully erhielt den Auftrag, die Cockpit- und Kabinenfenster zu bauen. Safran liefert über ein weiteres Tochterunternehmen, Safra Landing Systems, das Fahrwerk sowie die Bremsen zu.
Dassault selbst bringt alle seine Werke in die Fertigung der 7X ein. So werden die Tragflächenunter- und -oberseiten in Seclin gefertigt, während die Montage der Tragflächen in Martignas-sur-Jalle erfolgt. Die Bugsektion des Rumpfes wird in Argenteuil hergestellt, der Zusammenbau des Rumpfes erfolgt in Biarritz, und in Bordeaux-Mérignac werden die Maschinen endmontiert. Die Innenausstattung erfolgt schließlich im Dassault-Werk in Little Rock, Arkansas, USA, sofern der Kunde nicht einen eigenen Innenausstatter gewählt hat (siehe auch oben).
Speziell an der Fertigung der 7X sind insbesondere die komplett papierlose Entwicklung im von Dassault selbst entwickelten CAD-Programm CATIA. Dies ermöglichte eine frühere und bessere Einbindung der Zulieferer, einen kompletten Verzicht auf Papier sowie eine Reduktion der notwendigen Modelle. Eine weitere Eigenheit ist die Fertigung des Rumpfmittelstücks in zwei Hälften anstelle der sonst üblichen Röhrenform. Dies ermöglicht einerseits die Vergabe der einfacheren oberen Hälfte an einen Zulieferer, während die Fertigung der komplexeren unteren Hälfte mit den Tanks bei Dassault verbleibt, und andererseits können so die Arbeitsläufe bei der Montage effizienter gestaltet werden. Dassault gibt an, die Montagezeit der 7X gegenüber einer Falcon 900 um rund 50 % reduziert zu haben.

## Nutzer

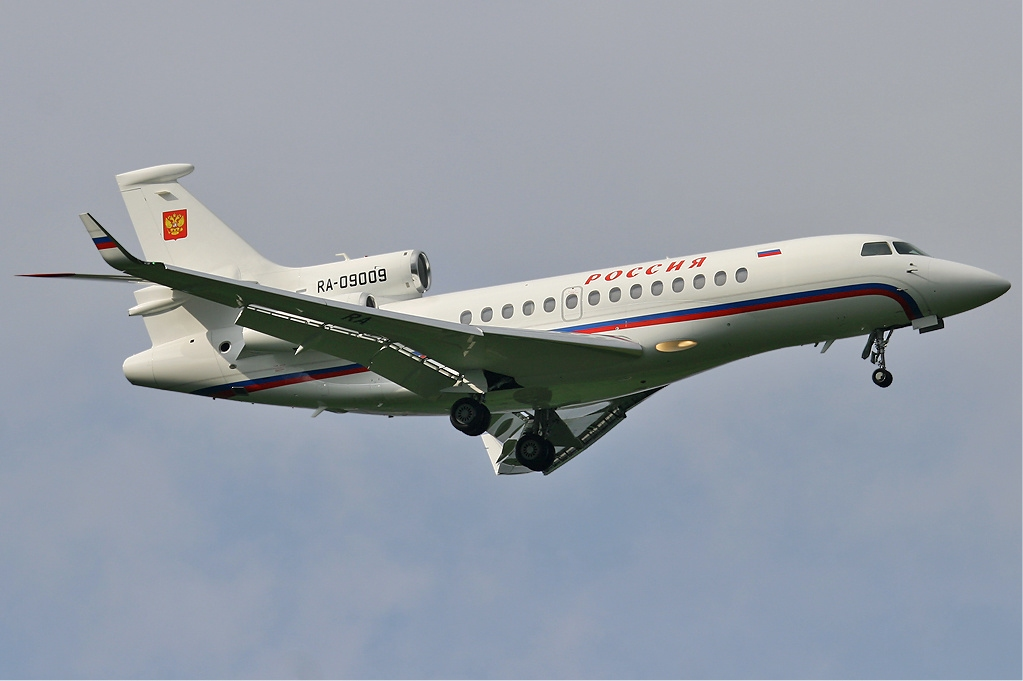
Die Falcon 7X der russischen Regierung

Größter Betreiber mit vier bestellten 7X und drei Optionen ist bislang Saudia Private Aviation (SPA), ein Tochterunternehmen der Saudi Arabian Airlines. Volkswagen Airservice betreibt u. a. fünf (D-AGBE/F/G/H/I)  Falcon 7X.
Weitere Betreiber sind Cat Aviation (3 Maschinen) und NetJets Europe (2 Maschinen). Erster staatlicher Betreiber ist die staatliche russische Airline Rossija, die im Auftrag der russischen Regierung eine Falcon 7X in VIP-Konfiguration betreibt. Fürst Albert II. von Monaco besaß eine Falcon 7X als offizielles Flugzeug der Fürstenfamilie, die mittlerweile durch eine Falcon 8X abgelöst wurde.
Staatliche Betreiber:
- Australische Luftwaffe (3 Exemplare)
- Djiboutis Regierung (1 Exemplar)
- Ägyptens Regierung (1 Exemplar)
- Französische Regierung (2 Exemplare)
- Griechische Luftwaffe (1 Exemplar)
- Ungarische Luftwaffe (2 Exemplare)[13][14]
- Monacos Regierung (1 Exemplar)
- Namibias Regierung (1 Exemplar)
- Nigerias Luftwaffe (2 Exemplare)
- Russlands Regierung (2 Exemplare)

Private Nutzer:
- Taylor Swift[15]
- Frank Stronach[16]

## Technische Daten

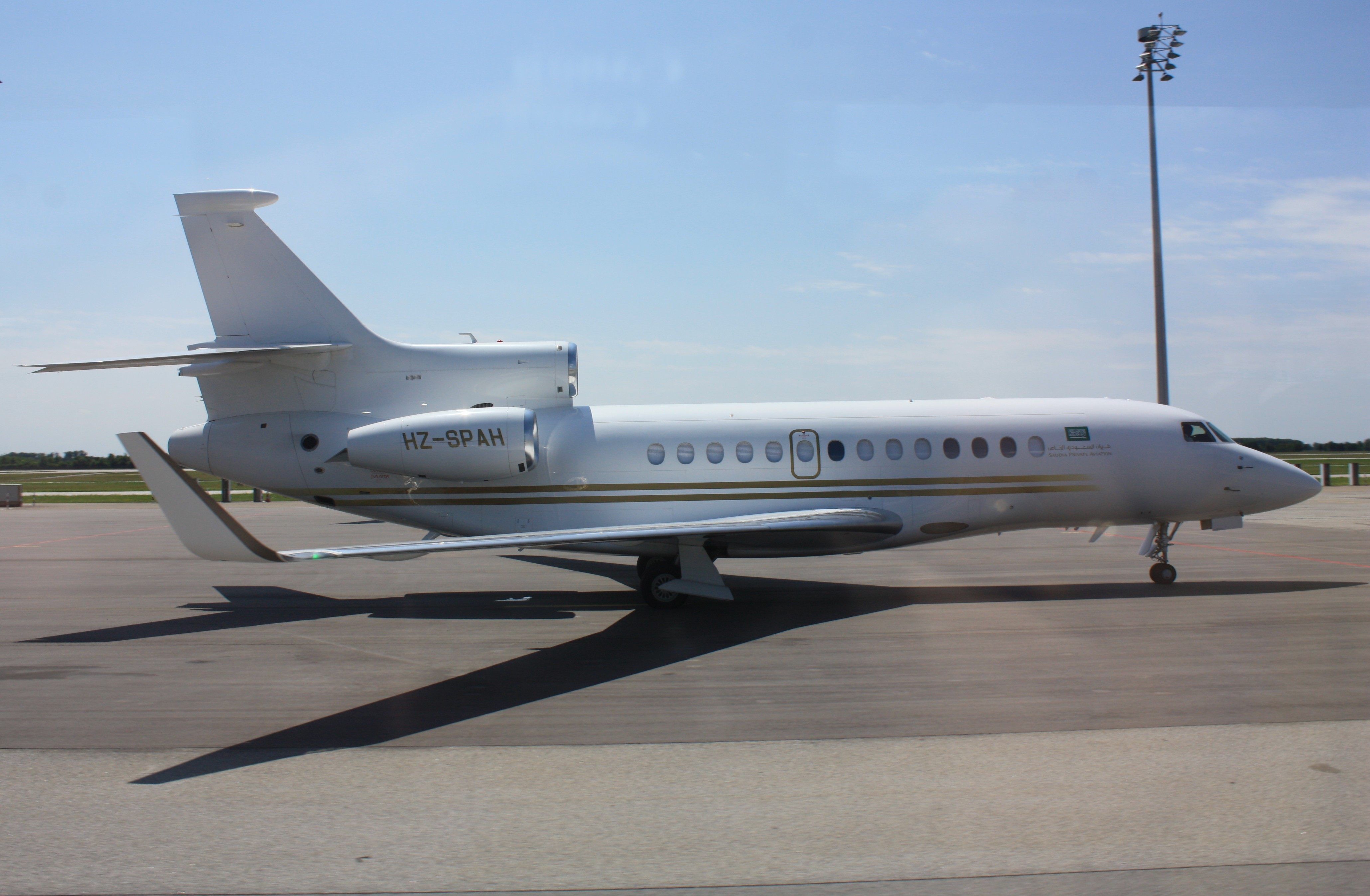
Private Dassault Falcon 7X aus Saudi-Arabien

| Kenndaten                        | Falcon 7X                                            |
| -------------------------------- | ---------------------------------------------------- |
| Besatzung                        | 2-3 Piloten                                          |
| Passagiere                       | bis zu 19                                            |
| Länge                            | 23,19 m (76 ft 1 in)                                 |
| Spannweite                       | 26,21 m (86 ft)                                      |
| Höhe                             | 7,8 m (25 ft 7 in)                                   |
| Kabinenlänge                     | 11,91 m                                              |
| Kabinenhöhe                      | 1,88 m                                               |
| Kabinenbreite                    | 2,35 m                                               |
| Kabinenvolumen                   | 43,96 m³                                             |
| Gepäckraum                       | 4,4 m³                                               |
| Flügelfläche                     | 70,7 m2 (761 ft2)                                    |
| Flügelstreckung                  | 9,72                                                 |
| Flügelpfeilung                   | 34° (innen) / 30° (außen)                            |
| max. Startmasse                  | 31.300 kg (69.000 lb) optional 31.750 kg (70.000 lb) |
| Höchstgeschwindigkeit            | Mach 0,90 (970 km/h)                                 |
| Typische Reisegeschwindigkeit    | Mach 0,85                                            |
| Langstreckenreisegeschwindigkeit | Mach 0,80                                            |
| Landegeschwindigkeit             | 190 km/h                                             |
| Startstrecke                     | 1.678 m (5.505 ft)                                   |
| Landestrecke                     | 689,5 m (2.262 ft)                                   |
| Flughöhe                         | 14.935 m (49.000 ft)                                 |
| Dienstgipfelhöhe                 | 15.545 m (51.000 ft)                                 |
| Reichweite                       | 11.020 km (5.950 sm)                                 |
| Triebwerke                       | 3 Pratt & Whitney PW307A                             |
| Startschub                       | je 28,48 kN (6.402 lbf)                              |
| Preis                            | ca. 41 Millionen US-Dollar                           |

## Vergleichbare Flugzeuge
Direkte Konkurrenten der 7X sind die Gulfstream G550 und seit 2012 die Gulfstream G650 von Gulfstream Aerospace sowie die Global Express XRS von Bombardier, welche ein ähnliches Platzangebot, eine ähnliche Geschwindigkeit und eine ähnliche Reichweite bieten. Indirekte Konkurrenten sind die davon abgeleiteten günstigeren Modelle Gulfstream G500 und Bombardier Global 5000, die bei gleichem Platzangebot deutlich niedrigere Reichweiten erzielen. Bezüglich Reichweite und Raumangebot in derselben Liga wie die 7X spielt ferner die Gulfstream V, die mittlerweile aber nicht mehr produziert wird. Hinzu kommen eine Vielzahl entfernter indirekter Konkurrenten wie die zwar ähnlich große, aber reichweitenschwache und langsamere Legacy 650 von Embraer, die sehr große, aber immer noch recht reichweitenschwache und langsamere Embraer Lineage 1000 oder die noch einmal größeren und mit ähnlicher Reichweite wie die 7X ausgestatteten Boeing 737 Business Jet und Airbus A319 Corporate Jetliner.